# Esqueleto (cuento de Ray Bradbury)
Esqueleto (título original en inglés: Skeleton) es un relato corto de terror de Ray Bradbury publicado originalmente en la revista Weird Tales de septiembre de 1945.
En 1947 es incluido en el libro recopilatorio de relatos 
Dark Carnival y reaparecerá, revisado por el autor, en la colección de cuentos El país de octubre (The October Country, 1955).

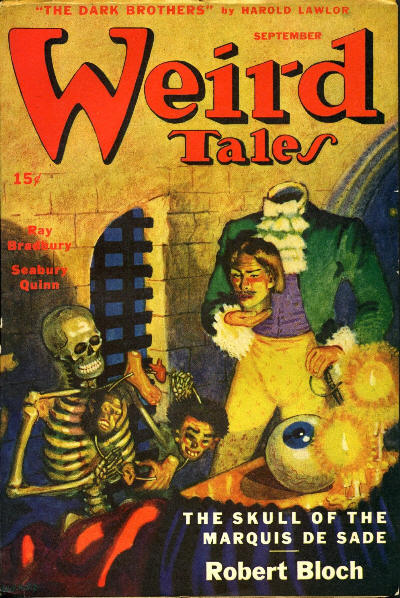
Portada de Weird Tales de septiembre de 1945

Sobre cómo escribió el cuento, en el libro Zen en el arte de escribir (1995) explica Bradbury:

"Un día me dejé caer en el consultorio de mi médico con dolor de garganta. Me toqué la nuez, y los tendones de los lados del cuello y le pedí consejo experto. 
—¿Sabes qué tienes? –preguntó el doctor.

—¿Qué?

—¡Descubrimiento de la laringe! –graznó–. Tómate una aspirina. ¡Dos dólares, por favor!
¡Descubrimiento de la laringe! ¡Dios mío, qué hermoso! 
Volví a casa trotando, palpándome la garganta, y después las rodillas, y la medulla oblongata, y las rótulas. ¡Moisés santo! 
¿Por qué no escribir el cuento de un hombre aterrorizado que descubre debajo de la piel, en la carne, escondido, un símbolo de todos los horrores góticos de la historia: un esqueleto? 
El cuento se escribió solo en unas horas". Ray Bradbury

## Sinopsis
El señor Harris acude por décima vez ese año a la consulta del 
Dr. Burleigh, aquejado de dolor en los huesos. Por cobrarle once dólares por tan solo decirle que está bien y que no es más que un hipocondríaco, el señor Harris sale de la visita decepcionado del diagnóstico del doctor y decide consultar una segunda opinión. En el listín telefónico de un bar encuentra un "especialista en huesos" llamado M. Munigant, que aunque no tiene titulación médica, su consulta está cercana. 

Tras un intento vano de tratamiento en la consulta, M. Munigant le invita a que se observe el esqueleto y vuelva más adelante.

"Cuando el señor Harris sintiera que podía cooperar psicológicamente, cuando el señor Harris necesitara ayuda realmente y tuviese confianza en M. Munigant, entonces quizá podría hacerse algo. M. Munigant extendió la manita. Mientras tanto, los honorarios eran sólo dos dólares. El señor Harris debía ponerse a pensar".

Desde entonces, el señor Harris comienza a considerar su estructura ósea como un parásito alojado en su interior y se obsesiona con ello.

## Adaptaciones
El propio autor adaptó el cuento para la serie de televisión The Ray Bradbury Theater. El episodio Skeleton se emitió  originalmente el 6 de febrero de 1988. Fue dirigido por Steve DiMarco e interpretado por Eugene Levy, Diane D'Aquila y Peter Blais.